# Нощ в музея
Нощ в музея (на английски: Night at the Museum) е американски филм от 2006 година, базиран на едноименната детска книга на Милан Тренк. Премиерата е на 17 декември 2006 г. В главната роля участва Бен Стилър. Режисьор е Шон Леви.
Във филма се разказва за една вълшебна вещ, наречена Плочата на Акмен-Ра; под въздействие на магията й, в полунощ (в 0:00 часа) всички експонати в Американския природонаучен музей в Манхатан, Ню Йорк оживяват и имат в известна степен (що се отнася до способностите и поведението/действието им, а донякъде и до физиологията/технологията им) същите особености, които са имали или се предполага, че са имали и изобразените чрез тях реални и митологически фигури, но все пак запазват и някои свойства и особености, присъщи им като произведения на изкуството. На сутринта се връщат пак към обичайното си битие на музейни експонати - до следващата нощ (в която помнят, какво им се е случило при предишните оживявания или продължават да действат съответно, както и изобщо са наясно с живота на тези хора или неща, които изобразяват или са пригодни за действие и боравене с тях).
Главният герой, на име Лари Дейли, е пазачът в музея (отначало новак, който не знае нищо за магията на плочата, но после става утвърденият "пазител на владенията на фараона в Бруклин"). Той се грижи за реда през нощта, гледа всичко да остане в тайна, но най-вече трябва да пази фигурите да не излизат извън музея, защото ако ги огрее слънчева светлина, те стават на прах. Във филма се сприятелява с всички и те му се доверяват.
Създадени са още 2 части то поредицата "Нощ в музея" (основният актьорски състав е същият):
- Нощ в музея 2 Битката за Смитсониан (2009). Действието се развива основно във Вашингтон, където местят временно експонатите.
- Нощ в музея 3: Тайната на гробницата. Плочата постепенно губи силата си, но се оказва, че има начин тя да се възвърне.

## Актьорски състав
| Актьор               | Роля             |
| -------------------- | ---------------- |
| Бен Стилър           | Лари Дейли       |
| Карла Гуджино        | Ребека Хътман    |
| Робин Уилямс         | Теодор Рузвелт   |
| Джейк Чери           | Ник Дейли        |
| Дик Ван Дайк         | Сесил Фредерикс  |
| Мики Руни            | Гъс              |
| Бил Кобс             | Реджиналд        |
| Оуен Уилсън          | Джедедайа        |
| Стив Куган           | Октавиан Август  |
| Патрик Галахър       | Атила            |
| Рами Малек           | Акмен Ра         |
| Мицуо Пек            | Сакагавея        |
| Рики Джървейз        | д-р Макфий       |
| Ким Рейвър           | Ерика Дейли      |
| Пол Ръд              | Дон              |
| Пиерфранческо Фавино | Христофор Колумб |
| Брад Гарет           | моай (глас)      |

## Награди и номинации
| Награда | Категория              | Номиниран              | Резултат  |
| ------- | ---------------------- | ---------------------- | --------- |
| Сатурн  | Най-добър фентъзи филм | Най-добър фентъзи филм | номинация |